# Shopping for a Crew EP
Shopping for a Crew EP è il primo EP della band statunitense Good Clean Fun, pubblicato con etichetta Underestimated Records nel 1998. Tutte e quattro le canzoni sono state poi inserite nell'album di debutto della band, Shopping for a Crew, del 1999. Nello stesso anno l'EP è stato ristampato dalla Reflections Records.

## Tracce
Lato A
1. Shopping for a Crew – 2:31
2. The Vegan Revolution Draft Dodger Anthem – 2:12

Lato B
1. Sweet Tooth – 1:51
2. A Song for the Ladies – 2:54

## Formazione
- Issa Diao - voce
- Seth Friedlander - basso
- Peter McTernan - batteria
- John Delve - chitarra